# Ахмедова, Нурия Алиага кызы
Нурия Алиага кызы Ахмедова (азерб. Nuriyyə Əliağa qızı Əhmədova; 26 декабря 1950, Шеки, Азербайджанская ССР — 10 октября 2015, Баку, Азербайджан) — советская и азербайджанская актриса театра и кино, народная артистка Азербайджана (2007).

## Биография
В 1974 г. окончила Азербайджанский государственный институт искусств им. Алиева.
В 1968—1978 гг. — актриса Азербайджанского театра музыкальной комедии им. Курбанова.
В 1978—1982 гг. — преподаватель Азербайджанского государственного института искусств им. Алиева.
Популярность пришла к актрисе только после сорока лет. Наиболее значительные киноработы связаны с ролями роли в таких фильмах как «Хям зийарят, хям тиджарят» («И путешествие, и торговля»), «Бяхт узуйу» («Кольцо счастья»), «Сахилсиз геджа» («Ночь без края»).

## Награды и звания
- Народная артистка Азербайджана (2007).
- Заслуженная артистка Азербайджана (2002).
- Персональная пенсия Президента Азербайджанской Республики (2005)[1].

## Фильмография
- 2013 — «Не бойся, я с тобой! 1919» (Азербайджан, Россия), старуха змея
- 2004 — «Национальная бомба» (Азербайджан)
- 2003 — «Чёрная метка» (Азербайджан, Россия), Нурия Ханбабаева
- 2001 — «Сон» (Азербайджан),
- 1997 — «Все к лучшему» (Азербайджан, короткометражный)
- 1995 — «Стамбул» (Азербайджан)
- 1994 — «Приговор» (Азербайджан), жена Анвара
- 1993 — «Тварь» (Азербайджан)
- 1992 — «Тахмина» | Təhminə (Азербайджан), эпизод
- 1991 — «Обручальное кольцо»
- 1991 — «Газельхан», Азиза
- 1990 — «День казни», Салатын
- 1989 — «Храм воздуха», жена Сеид-Рзы
- 1989 — «Ночь без края», Роза
- 1988 — «Наклонность» (короткометражный)
- 1988 — «Мерзавец», продавщица
- 1988 — «Живи, золотая рыбка» (короткометражный), жена
- 1988 — «Больше 40° градусов в тени», Сугра
- 1987 — «Заводила»
- 1987 — «Другая жизнь», Мина
- 1987 — «Боль молочного зуба», медсестра
- 1986 — «Окно печали», мать
- 1985 — «Дачный сезон» Хейранса
- 1974 — «Необыкновенная охота» (короткометражный), студентка